# Innocenti
Innocenti è stata una azienda meccanica italiana, fondata a Milano dall'imprenditore toscano Ferdinando Innocenti nel 1933.

## Storia

### Gli inizi
Ferdinando Innocenti, ex fabbro originario di Pescia, in provincia di Pistoia, fin da giovanissimo fonda imprese che portavano il suo nome. Dal piccolo commercio, passò poi alle costruzioni meccaniche, con il brevetto del Tubo Innocenti, nonché gli snodi da impalcature che ancor oggi vengono comunemente utilizzati.

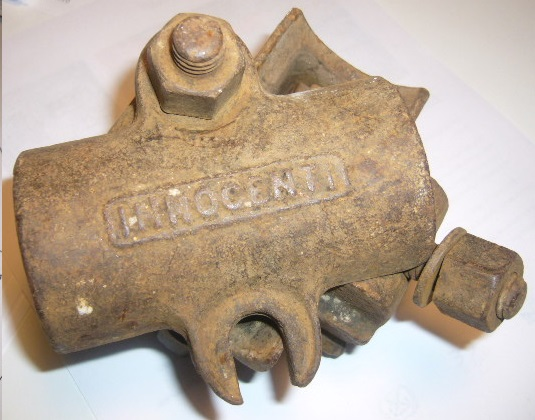
Morsetto per fissaggio tubi Innocenti

I successi dell'Innocenti si concentrarono negli anni di maggior splendore nella Lambretta, grande concorrente dello scooter di maggior successo dell'epoca, la Vespa, e nella produzione automobilistica con la grande famiglia delle Mini.

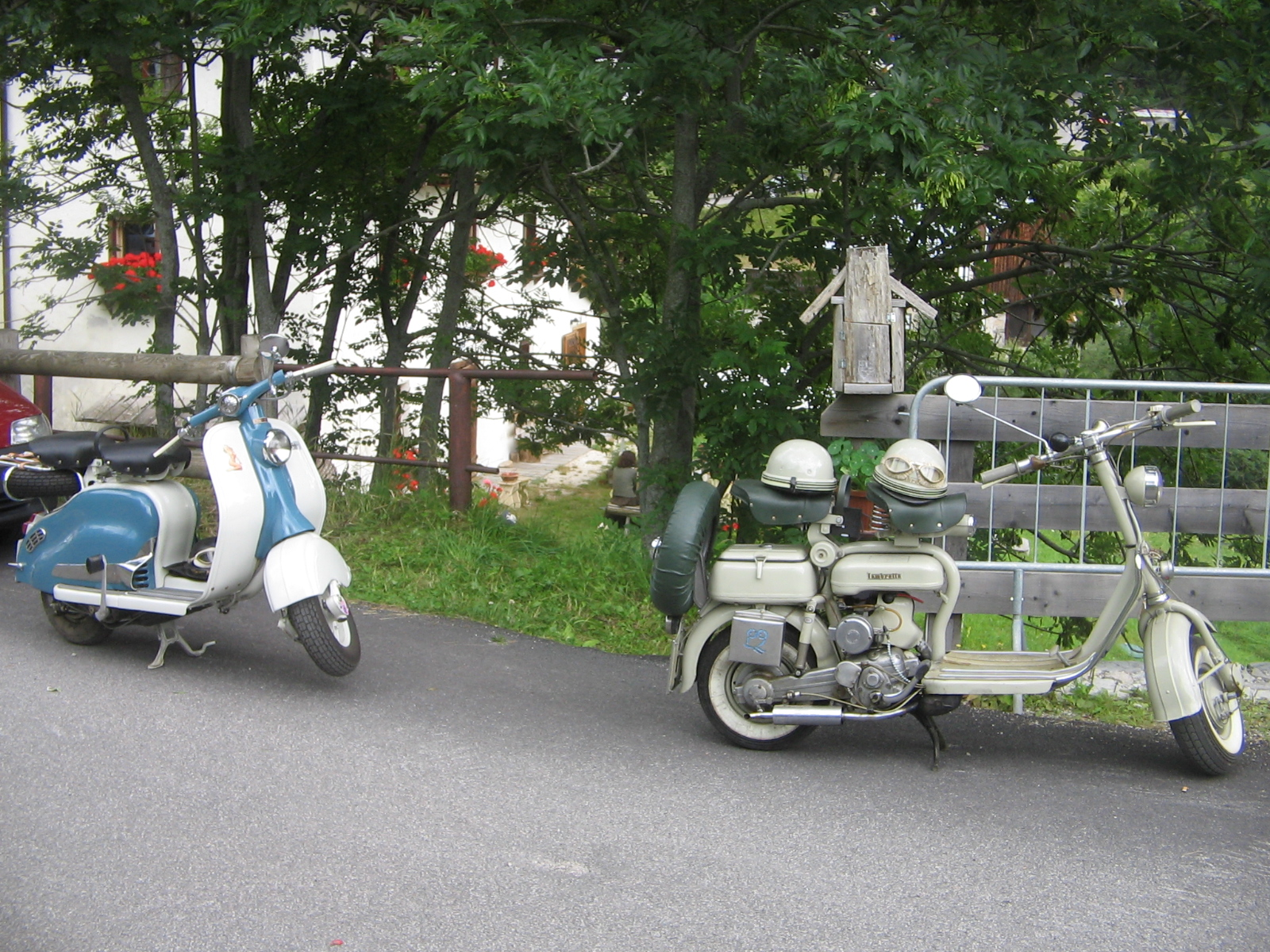
Due esemplari storici di Lambretta

Le attività di produzione erano concentrate sin dal 1933 nello stabilimento di Lambrate, quartiere della periferia est di Milano. Esistevano filiali in varie parti del mondo, e persino una sorta di joint venture siderurgica in Sud America (Siderurgica del Orinoco, S.A.).

Interno dello stabilimento, area di fabbricazione della Lambretta

Costituita la ditta nei tre rami principali, fino agli anni settanta ricordiamo le attività nella meccanica (costruzioni di presse e sistemi di produzione), nella fabbricazione di motocicli (la Lambretta che, nelle sue varie evoluzioni, dalla classica Lambretta al Lambro al moderno Lui, negli anni sessanta con la Vespa motorizzò l'Italia) e di automobili, principalmente su licenza della British Motor Corporation.
Nel 1966, alla morte di Ferdinando Innocenti, l'azienda passa di mano al figlio ing. Luigi, che di lì a poco, all'inizio degli anni settanta separa le tre divisioni e vende la meccanica alla Sant'Eustacchio dell'IRI (formerà la Innocenti Sant'Eustacchio di Lambrate).
La produzione delle Lambrette, che fino a quel momento aveva riscosso un notevole successo in patria, viene spostata dapprima in Spagna e poi in India, e la gestione demandata al governo Indiano tramite uno stabilimento di Stato (la SIL - Scooters of India Limited, con sede a Lucknow, detiene tuttora i diritti sul marchio "Lambretta" pur avendone cessato la produzione da tempo).

### Le prime auto

La prima autovettura Innocenti: l'edizione montata in Italia dell'inglese Austin A40, presentata ufficialmente il 21 ottobre del 1960

Travagliata è la sua storia nel settore dell'auto, tradizionalmente dominato in Italia da FIAT e da produttori medio grandi e con marchi conosciuti, quali Lancia e Alfa Romeo (allora indipendenti). L'Innocenti firma nell'agosto 1959 un accordo con la British Motor Corporation per la produzione su licenza dei modelli inglesi nei propri stabilimenti di Lambrate.

Vista di 3/4 della Innocenti 950 spider (1961)

L'attività inizia così nell'autunno 1960, con il montaggio dell'Innocenti A40, ossia l'Austin A40 inglese assemblata su licenza con carrozzerie stampate a Milano. La prima presentazione "ufficiale" in Italia della A40 reca la data del 21 ottobre 1960. L'avventura prosegue con lo stesso schema con la lussuosa berlina 4 porte IM3 la J4 e la I5, varianti più economiche della prima, che conoscono un discreto successo di mercato. La prima macchina di idea lambratese è la Innocenti 950 Spider, una piccola cabrio di impronta sportiva caratterizzata da una carrozzeria progettata in Italia, dalla Ghia, costruita a Lambrate e montata su organi meccanici inglesi (Austin-Healey Sprite): questo piccolo e grazioso spider viene presentato, assieme alla berlina A40, al Salone dell'automobile di Torino nell'autunno 1960. Sarà seguito dalla versione coupé, con motore 1.100, prodotta in poche centinaia di esemplari.
Una coupé più grande, con motore Ferrari, una piccola utilitaria che prefigurerà le linee delle ultime Mini e un piccolo veicolo commerciale rimangono solo progetti dei tecnici di Lambrate.
A metà anni '60 il boom automobilistico dell'Innocenti coincide proprio con la commercializzazione della Mini (Mini Minor). Fabbricata su licenza della British Motor Corporation, con scocche stampate in Italia e meccanica proveniente dall'Inghilterra, la Mini viene costantemente aggiornata e migliorata, anche rispetto alla versione originale inglese, per l'esigente pubblico italiano (finiture più lussuose), il che porta a farne una vettura alla moda, di successo e dalle indiscusse velleità sportive nelle versioni Cooper. Costruita in varie serie e modelli (MK 2, MK 3, TRAVELLER), alcuni peculiari Innocenti, come la versione di prestigio della Mini 1000, la raffinata Mini 1001 del 1972, con particolari interni in vero legno, moquette e particolari esterni cromati, che non trovano corrispondenti nelle versioni inglesi. Degna di nota l'adozione, su vari modelli, di un rapporto finale di trasmissione più lungo rispetto alle versioni inglesi. In questo modo le Mini 1000 e 1001, con un carburatore SU, avevano praticamente le stesse prestazioni delle Cooper 1000, equipaggiate con 2 carburatori SU, mentre le Cooper 1300, con 7 CV in meno, superavano di qualche km/h le corrispondenti britanniche.  Montata nei vari anni di produzione con motori di 848, 998 e 1275 cmc la Mini versione Innocenti rimane in listino fino al 1975.

### La Mini Bertone e la “Nuova Innocenti”

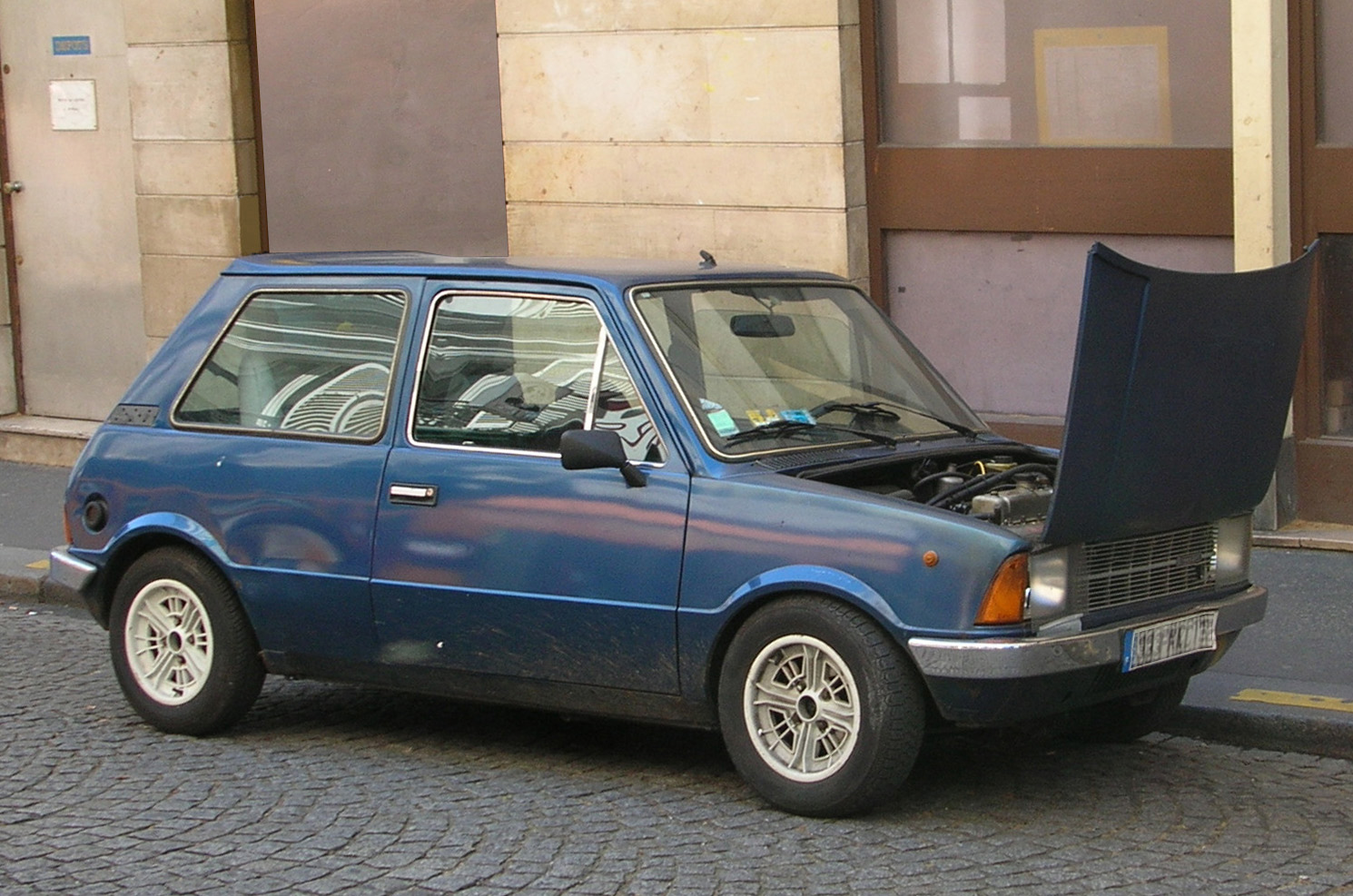
La Mini Innocenti di Bertone

Nel contempo la British Leyland rileva completamente il settore auto dell'Innocenti, costituendo a Lambrate il centro di smistamento dei veicoli del gruppo British Leyland diretti in Europa, e facendo nascere il nuovo marchio Leyland Innocenti. Durante questo periodo debuttano la Regent (Austin Allegro montata su licenza in Italia), e la seconda auto pensata autonomamente dalla Innocenti: la Mini 90 o Mini 120 (a seconda delle motorizzazioni).
In realtà questa vettura è una evoluzione a 3 porte della Mini classica, monta quasi invariati tutti gli organi della Mini inglese, ma con una carrozzeria completamente rinnovata, personale e moderna, opera del carrozziere – stilista Nuccio Bertone, con il primato dei "5 posti in 3 metri".
Tra il 1975 e 1976 la Leyland inglese, in grave crisi, decide di dismettere lo stabilimento di Lambrate. Dopo vertenze, trattative e scontri tra le maestranze, il Governo e i sindacati, è Alejandro de Tomaso, insieme alla GEPI, a rilevare stabilimenti e marchio: nasce nel 1976 la “Nuova Innocenti”.
Con De Tomaso vengono rimesse subito in produzione le Mini di Bertone, dapprima con la vecchia tecnologia inglese, nelle versioni 90, 120 e De Tomaso (120 con caratterizzazione sportiva), poi ampliando la gamma di 90 e 120 con livelli di finitura diversificati (base, L, SL).
Nel 1980 arriva la Mille, primo restyling della Mini Bertone e prima utilitaria italiana con gli alzacristalli elettrici di serie.
A partire dal 1982, si procede ad un ulteriore lieve ritocco estetico delle Mini Bertone, cui corrisponde un sostanziale rinnovamento del sottopelle. Motori, cambi e sospensioni (i vecchi organi di fornitura inglese) vengono rinnovati con moderni motori e cambi a 5 marce forniti dalla Daihatsu giapponese e sospensioni completamente italiane (di ispirazione Fiat 127). Molto caratteristici i nuovi motori a tre cilindri che accompagnano, da qui al 1993 le piccole Innocenti, affiancati, per un breve periodo, anche da un tecnologico e scattante 617 cm³ due cilindri per la "650", che è stata la prima utilitaria del segmento A con cambio a cinque velocità.
Nasce così la 3 Cilindri, poi rinominata Minitre, in diverse versioni ed allestimenti e perfino, nel 1986, la versione più lunga e spaziosa "990" di cui fu anche prevista una versione a 4 porte, mai entrata in produzione.
Memorabili le versioni Matic, con cambio automatico, la Turbo De Tomaso, con uno scattante motore sovralimentato da un litro, e la versione della 990 SE, unica nel panorama delle utilitarie del 1986, con l'aria condizionata (derivata dall'impianto "Autoclima" montato sulla Maserati Biturbo).
L’anno 1984 si chiude con 232 miliardi di lire di fatturato e oltre 16 mila 800 vetture prodotte e nel giugno 1985 la “Nuova Innocenti” e la Maserati, entrambe di proprietà di Alejandro De Tomaso, si fondono in un’unica azienda raggruppando gli stabilimenti Innocenti e le Officine Alfieri Maserati di Modena.
Nel 1988 e fino a quasi tutto il 1989, ad una nuova versione della Mini, la neonata Innocenti 500, va il merito (avendo riscosso un discreto successo commerciale) di aver portato in attivo i bilanci della casa milanese. Disponibile in due livelli di allestimento L ed LS, ha un nuovo motore Daihatsu di 548 cm³, tre cilindri e cinque marce senza contoalberi di bilanciamento, scattante ed economico.
Nel 1990, in forte crisi per le perdite legate al marchio Maserati, De Tomaso inizia a passare quote dell'Innocenti e poi di Maserati a FIAT, che ne diviene ben presto proprietaria di entrambe le case al 100%. All'atto della transizione verso la Fiat nascono varie versioni speciali della Mini, ora rinominata Small 500 e Small 990. In particolare, la 990 può essere disponibile con interni in prestigioso velluto spigato Missoni oltre che con il tetto apribile, e la Small 500 con carrozzeria nera e vivace tappezzeria color Arancio.
Il canto del cigno per la Mini Innocenti sono le versioni catalizzate delle sopracitate Small, insieme a un'ulteriore versione speciale numerata (con portachiavi in argento e pergamena) la Innocenti Small 500 SE (su carrozzeria 990), con la quale si chiuse definitivamente la produzione della piccola utilitaria milanese.

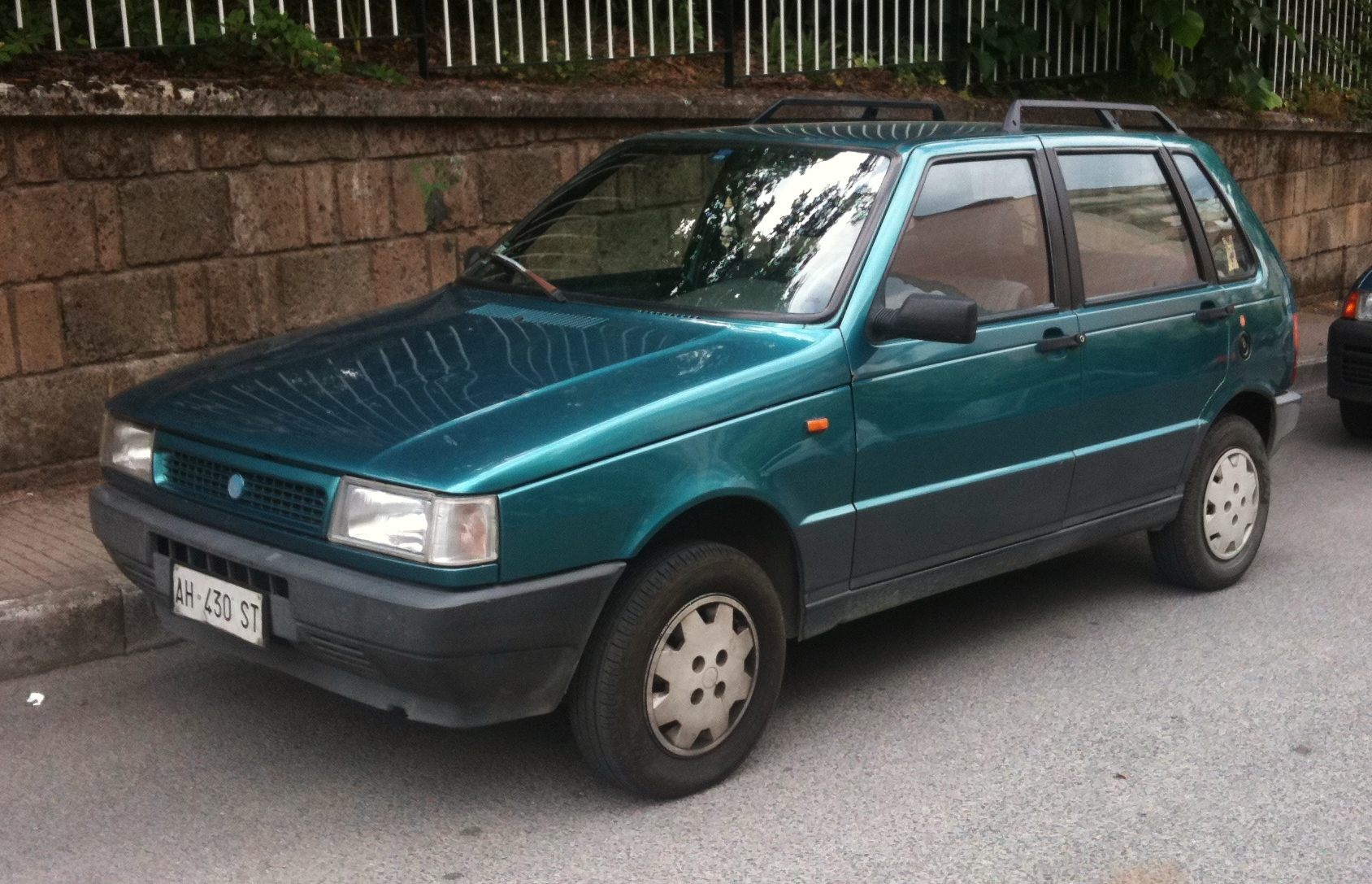
Una Innocenti Mille, derivata dalla Fiat Uno brasiliana

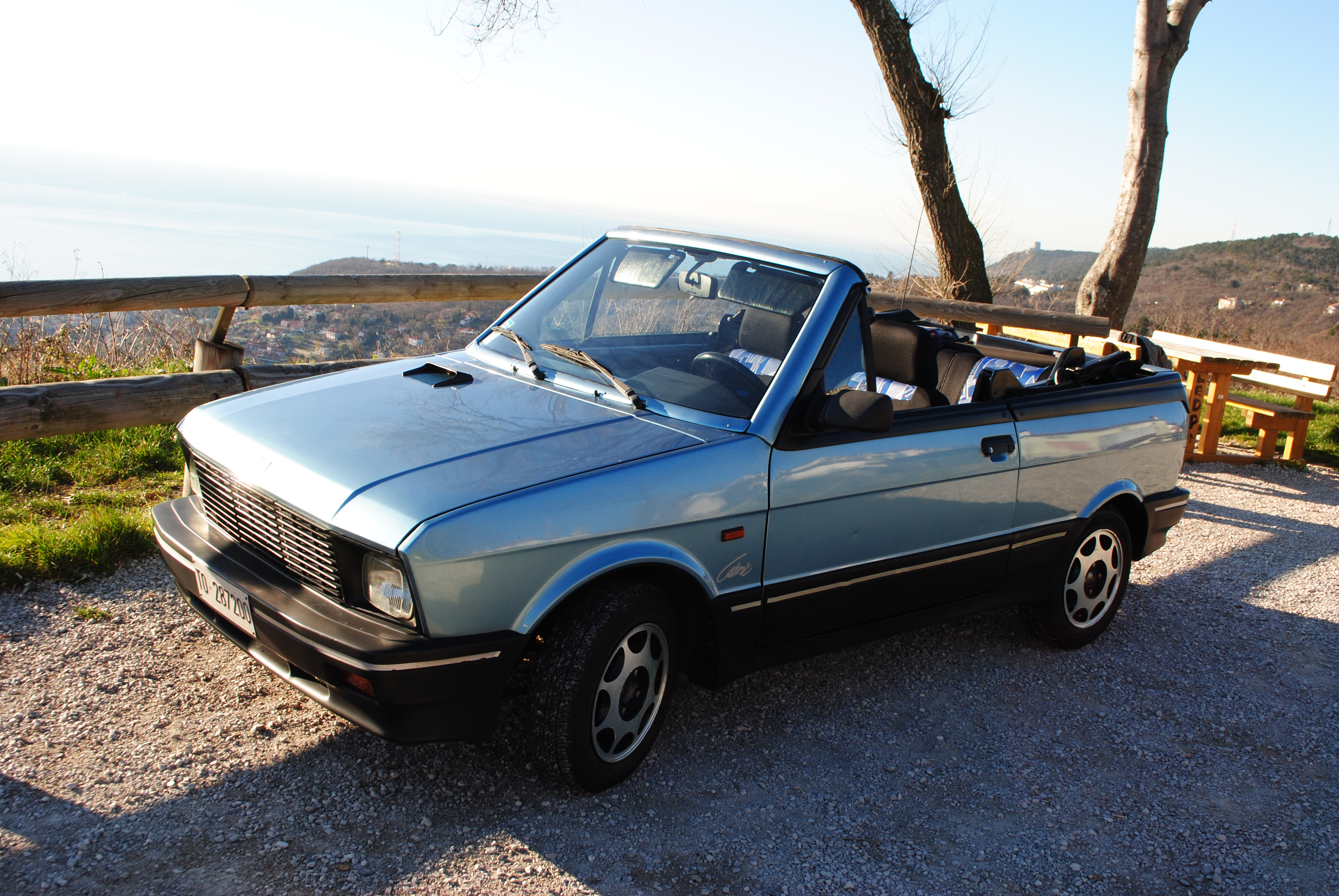
Innocenti Koral Cabrio, versione italiana della Zastava Yugo Cabrio 65 prodotta in Jugoslavia

### La fine e le sedi storiche
Contemporaneamente all'uscita di scena della Mini Bertone nel 1993, viene chiuso definitivamente lo stabilimento Innocenti di Lambrate, che si era occupato in parte dal 1991 del montaggio di alcuni esemplari della Fiat Panda.
Dal 1993 e fino al 1997 il marchio Innocenti sopravvive solamente per la commercializzazione di veicoli di origine Fiat - Piaggio fabbricati all'estero e rimarcati Innocenti: Innocenti Koral, anche cabriolet, fabbricate in Serbia, Innocenti Mille ed Innocenti Elba fabbricate in Brasile, Innocenti Mille Clip fabbricate in Polonia e le versioni passeggeri del Piaggio Porter, 4 e 6 posti, denominato con il nome di Innocenti Porter.
Gli stabilimenti Innocenti di Lambrate sono stati in gran parte abbattuti e sull'area è ora in costruzione un nuovo quartiere residenziale. È sopravvissuta la palazzina uffici della Innocenti Commerciale di via Pitteri – trasformata in residenza sanitaria assistenziale per anziani, oltre all'edificio che ospitava il Centro Studi di Via Rubattino, attualmente in stato di abbandono. Resiste anche – unico dell'area produttiva – il cosiddetto "Palazzo di Cristallo". Queste strutture, particolari per design e storia, sono al centro di una controversia fra fautori della loro demolizione per nuovi appalti e chi vorrebbe preservare almeno una parte, con l'obbiettivo di conservare ai posteri un simbolo della memoria industriale, di modo da non ripetere l'errore compiuto col Portello, nel caso Alfa Romeo.
Dal 1980, con De Tomaso, nell'impianto lambratese furono anche prodotti i modelli "Quattroporte" e tutta la serie "Biturbo" della Maserati, e in joint venture perfino delle vetture Chrysler, "firmate" con il tridente per il mercato nordamericano come la Chrysler Turbo Convertible. Vi furono anche assemblate parti meccaniche Moto Guzzi.

### Il marchio ai giorni nostri
Dal 1997, con l'uscita di scena di tutti i modelli della gamma, il marchio, oggi di proprietà del gruppo Stellantis, non è più stato utilizzato.
Le prime voci circa una sua "rinascita" avvengono nel 2008, a distanza di oltre dieci anni di silenzio, nel corso di un congresso svoltosi a Torino, durante il quale Sergio Marchionne espresse l'intenzione del Lingotto di realizzare una vettura low cost, sulla falsariga di quanto fatto da Renault con la Logan nel 2005, proposta con il marchio rumeno Dacia, che riscontrò un buon successo di vendite. Pertanto, data la presenza nel Gruppo Fiat dei marchi Autobianchi e Innocenti, da tempo inutilizzati, secondo alcune prime indiscrezioni si ventila l'ipotesi della riesumazione dell'Autobianchi, ma in seguito si propende per Innocenti, marchio improntato negli ultimi anni di esistenza su vetture a basso costo.
Nel 2009, torna in auge la proposta: sul mensile "Cambio - Panoramauto" escono i primi bozzetti di un'auto che viene presentata con il codice di progetto "326" e designata quale erede della Fiat Palio che, al momento del lancio (anno 1996), fino all'ultimo la dirigenza era indecisa se lanciare proprio con il marchio Innocenti come sostituta, a sua volta, della Fiat Uno/Innocenti Mille, per poi invece virare sul marchio Fiat, più conosciuto oltreconfine. A febbraio 2013 Sergio Marchionne torna a riproporre per l'ultima volta l'idea, ma anche in questa occasione senza ulteriori sviluppi di natura commerciale.
Dal 2017, una società con sede a Lugano e denominata Innocenti S.A. produce ciclomotori marchiati Lambretta, avvalendosi della collaborazione dell'industria austriaca KSR Group.

## Statistiche

Statistiche
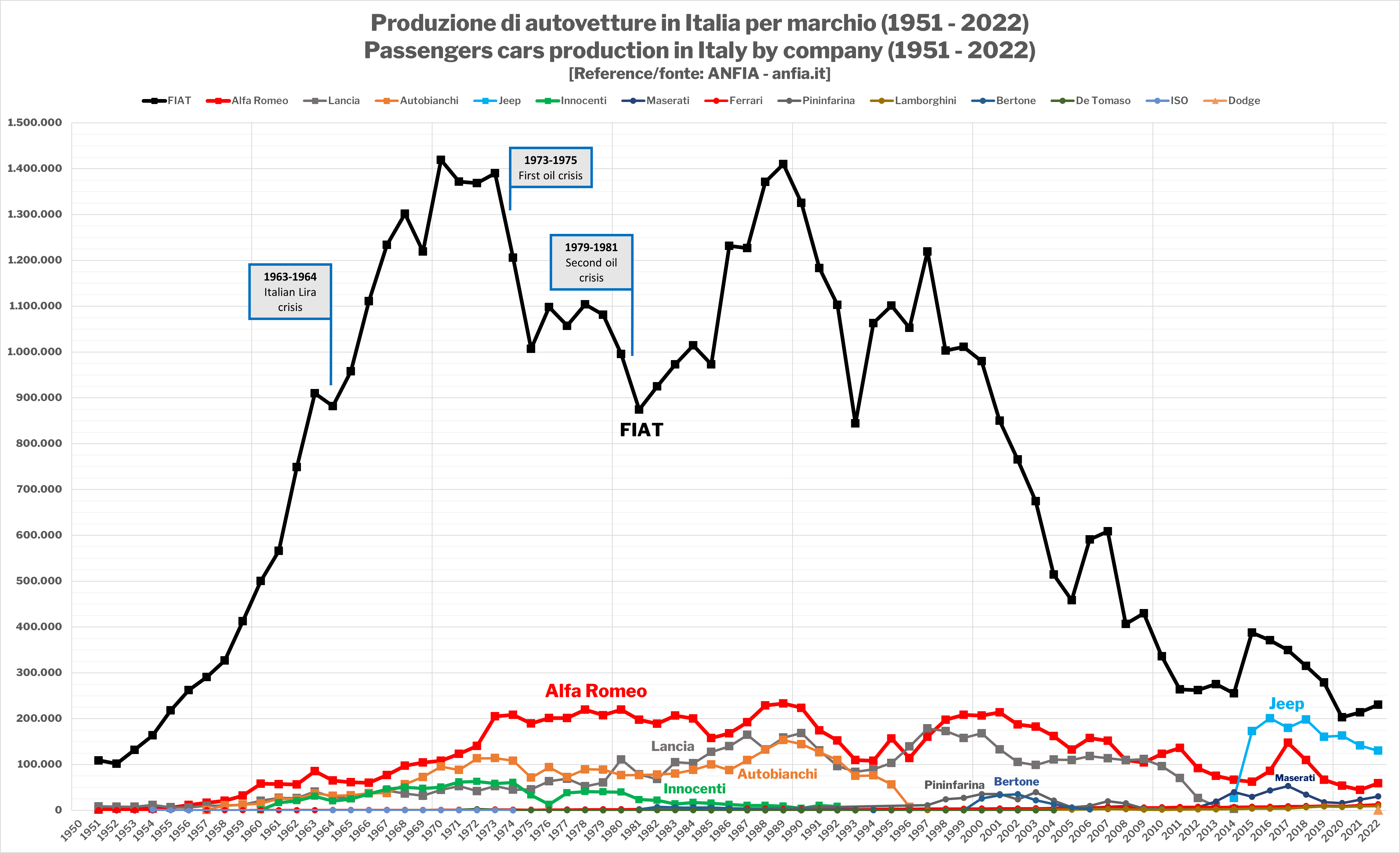
Produzione di automobili a marchio Innocenti (in verde) in Italia dal 1951 al 1992. La Innocenti ha raggiunto la sua massima produzione nella prima metà degli anni '70 (arrivando quasi a 70.000 unità all'anno) per poi andare sempre più in crisi con le crisi petrolifere del 1973 e del 1979.